# Кнорр (корабль)
Кнорр (норв. Knörr) — один из типов деревянных кораблей викингов.
Для постройки кнорров использовались сосна и ясень, реже дуб. В движение кнорр приводился вёслами или прямым рейковым парусом и управлялся кормовым вёсельным рулём.

## Конструкция
Во многом кнорры были схожи с драккарами, однако, в отличие от них, были не военными, а скорее грузовыми и торговыми судами, и использовались для перевозки большего количества припасов и снаряжения, а также лошадей. Поэтому кнорры были более широкими и вместительными, но развивали меньшую скорость.
Также известно, что благодаря тому, что могли вместить больше припасов, чем драккары, кнорры часто использовались для совершения дальних походов. Так, например, Эрик Рыжий, приговорённый к временному изгнанию за убийство, отправился в поход на запад именно на кнорре и открыл Гренландию. На таких же примерно кораблях вслед за ним туда прибыли первые скандинавские поселенцы.

## Археология и реконструкция
В 1957—1959 годах в Скуллелеве в 20 км от города Роскильде (Дания) было найдено 6 затонувших кораблей викингов, которые удалось поднять и исследовать в 1962 году. Первое и второе из них можно отнести к классу кнорров. Более крупное судно имело наибольшую длину 16,5 м, ширину 4,6 м, осадку 2 м и предназначалось для плавания в Северной Атлантике. Менее крупное имело длину 13,3, ширину 3,3 м, осадку 1,4 м и годилось для плавания по Балтийскому морю.
В 1983 году норвежский путешественник Рагнар Турсет сумел построить в Роскильде точную реплику большого кнорра из Скуллелева «Сага Сиглар», на которой совершил путешествие сначала в Америку, а в 1984—1986 годах — к другим континентам, в том числе Австралии. Осенью 1992 года «Сага Сиглар» затонула в шторм у берегов Каталонии.